# Restrepiopsis
Restrepiopsis é um género botânico pertencente à família das orquídeas (Orchidaceae).

## Descrição
É um género de plantas epífitas. Vegetativamente está relacionado com o género Restrepia mas caracterizado por apresentar flor membranosa solitária muito similar às de Octomeria e Pleurothallis exceto pelo número de polínias que é quatro. Tem as pétalas menores que Octomeria. A inflorescência dá uma flor por vez, sucessivamente como em Restrepia e se abre lateralmente próxima ao ápice do ramicaule sem anullus. As sépalas laterais são usualmente livres mas por vezes conectam-se ao labelo que em regra tem de lóbulos basais como em Octomeria.

## Taxonomia
Segundo Carlyle August Luer, é um gênero com 21 espécies, do norte da América do Sul e América Central. Em 2001 Pridgeon & Chase, segundo os resultados que obtiveram em suas análisas filogenéticas, que colocava Restrepiopsis como gênero irmão de Pleurothallopsis, isolado de Octomeria, subordinaram as espécies antes no gênero Restrepiopsis ao primeiro.
Não sabemos se a longo prazo será aceita a proposta de unificação de Pleurothallopsis e Restrepiopsis, aqui trazemos os dois em separado pois a unificação ainda não é consenso entre os cientistas.
Considerando-se válida a proposta de Pridgeon & Chase, este gênero provavelmente será dividido em dois subgêneros, um para abrigar a Pleurothallopsis nemorosa, e outro as espécies provenientes de Restrepiopsis. Este último possivelmente com duas seções: a seção monotípica Endresia, que se caracteriza por apresentar bainhas pubescentes cobrindo seus curtos ramicaules, representada pela costarricense Restrepiopsis reichenbachiana, e a seção Restrepiosis, abrigando todas as outras espécies.

## Filogenia
Segundo Chase et al. Estes dois gêneros situam-se entre Restrepia e Myoxanthus, dentro de um grupo maior que também inclui, além dos gêneros citados acima, Barbosella, Echinosepala, Dresslerella, Restrepiella e Barbrodria. Este é o segundo dos oito grandes clados da subtribo Pleurothallidinae, entre os clados de Octomeria e Acianthera.

## Espécies
Espécies que, segundo Luer, pertencem ao gênero Restrepiopsis, nenhuma delas encontrada no Brasil.
1. Restrepiopsis bicallosa Luer & R.Escobar, Selbyana 2: 201 (1978).
2. Restrepiopsis carnosa Luer & R.Vasquez, Phytologia 54: 389 (1983).
3. Restrepiopsis clausa Luer & R.Escobar, Selbyana 2: 202 (1978).
4. Restrepiopsis grandiflora (Garay) Luer, Selbyana 2: 200 (1978).
5. Restrepiopsis inaequalis Luer & R.Escobar, Monogr. Syst. Bot. Missouri Bot. Gard. 39: 94 (1991).
6. Restrepiopsis insons Luer & R.Escobar, Selbyana 7: 77 (1982).
7. Restrepiopsis lehmannii Luer, Monogr. Syst. Bot. Missouri Bot. Gard. 39: 98 (1991).
8. Restrepiopsis microptera (Schltr.) Luer, Selbyana 2: 200 (1978).
9. Restrepiopsis monetalis (Luer) Luer, Selbyana 7: 128 (1982).
10. Restrepiopsis mulderae Luer, Monogr. Syst. Bot. Missouri Bot. Gard. 39: 104 (1991).
11. Restrepiopsis niesseniae Luer, Monogr. Syst. Bot. Missouri Bot. Gard. 79: 130 (2000).
12. Restrepiopsis norae (Garay & Dunst.) Luer, Selbyana 2: 200 (1978).
13. Restrepiopsis pandurata Luer, Monogr. Syst. Bot. Missouri Bot. Gard. 39: 108 (1991).
14. Restrepiopsis powersii Luer, Selbyana 2: 204 (1978).
15. Restrepiopsis pulchella Luer, Phytologia 54: 389 (1983).
16. Restrepiopsis reichenbachiana (Endres ex Rchb.f.) Luer, Selbyana 5: 387 (1981).
17. Restrepiopsis striata Luer & R.Escobar, Orquideologia 16: 43 (1983).
18. Restrepiopsis trilobata (Pabst) Luer, Selbyana 5: 387 (1981).
19. Restrepiopsis tubulosa (Lindl.) Luer, Selbyana 2: 200 (1978).
20. Restrepiopsis ujarensis (Rchb.f.) Luer, Selbyana 2: 200 (1978).
21. Restrepiopsis viridula (Lindl.) Luer, Selbyana 2: 200 (1978).